# 스윗 프랑세즈
《스윗 프랑세즈》(Suite Française)는 2015년 공개된 제2차 세계 대전 로맨틱 드라마 영화로, 이렌 네미로브스키의 소설 《프랑스풍 스위트》를 원작으로 한다.
이 작품은 제2차 세계 대전 중 독일이 프랑스를 점령한 초기에 프랑스 마을 주민과 독일 군인 사이의 로맨스에 관한 것이다. 스윗 프랑세즈는 프랑스와 벨기에에서 촬영되었다.

## 줄거리
제2차 세계 대전 중 독일 점령하의 프랑스를 배경으로, 남편의 생사를 기다리는 젊은 프랑스 여성 뤼실 앙젤리에와 그녀의 집에 묵게 된 독일 장교 브루노 폰 팔크 사이의 로맨스를 그린다. 뤼실은 처음에는 브루노를 무시하려 하지만, 그의 신사적인 태도와 피아노 연주에 점점 마음을 열게 된다. 한편, 마을 사람들은 독일군 점령에 고통받고, 농부 브누아는 독일군에 저항하며 분노를 표출한다.
뤼실은 남편이 독일군 포로수용소에 수감되었다는 사실을 알게 되고, 시어머니의 숨겨진 비밀을 알게 된 후 브루노에게 더욱 끌린다. 브루노 또한 뤼실에게 호감을 느끼지만, 둘의 관계는 마을 사람들의 적대감을 불러일으킨다. 브누아는 독일군 장교를 살해하고 도망치고, 독일군은 마을 사람들에게 그를 내놓으라고 압박한다. 뤼실은 브누아를 숨겨주고, 독일군의 감시망을 피해 그를 파리로 빼돌릴 계획을 세운다. 
뤼실은 브루노에게 파리 통행증을 받아 브누아를 숨긴 채 떠나려 하지만, 브루노의 부관이 이를 의심하고 검문소에서 수색을 지시한다. 브누아가 독일군을 쏘고 부상을 입자, 뤼실은 브루노와 마주하지만 그를 쏘지 못한다. 브루노는 오히려 뤼실을 도와 브누아를 차에 태우고 파리로 도망갈 수 있게 도와준다. 뤼실은 브루노에게 감사를 표하며 떠나고, 이후 프랑스 레지스탕스에 합류해 독일군에 저항한다. 뤼실은 전쟁 중 브루노가 사망했다는 소식을 듣지만, 그가 작곡한 피아노곡 '프랑스 모음곡'을 소중히 간직하며 그의 기억을 기린다.

## 배역
- 미셸 윌리엄스 - 루실 앤절리어 역
- 마티아스 스후나르츠 - 브루노 폰 팔크 역
- 크리스틴 스콧 토머스 - 마담 앤절리어 역
- 마고 로비 - 셀린 역
- 에릭 고돈 - 조셉 역
- 데버라 핀들리 - 마담 조지프 역
- 루스 윌슨 - 매들린 역
- 샘 라일리 - 브누아 역
- 사이먼 듀튼 - 모리스 미쇼 역
- 다이아나 켄트 - 마담 미쇼 역
- 알렉산드라 마리아 라라 - 리아 역
- 니콜라스 차그린 - 브레이 슬릿 역
- 클레어 홀먼 - 마르테 역
- 버니스 스터걸즈 - 마담 페린 역
- 아일린 앳킨스 - 데니스 엡스타인 역
- 톰 실링 - 커트 보넷 역
- 램버트 윌슨 - 드 몽모르 역
- 해리엇 월터 - 드 몽모르 역
- 세드릭 마에르크 - 개스턴 앤절리어 역